# Esquela
Esquela é uma banda de rock norte-americana de Bovina, uma pequena cidade rural no norte do estado de Nova Iorque. Formada em 2010 por John "Chico" Finn e Keith Christopher, a formação atual de Esquela inclui John "Chico" Finn (vocal, baixo), Rebecca Frame (vocal), Brian Shafer (guitarra) e Matt Woodin (bandolim, guitarra). Esquela lançou três álbuns, "The Owl Had Landed" (2010), "Are We Rolling?" (2013) e "Canis Majoris" (2016). Todos os álbuns de Esquela foram produzidos por Eric Ambel, um músico experiente e produtor de estúdio.

## História
A Esquela se formou a partir de uma série de sessões de composição entre John "Chico" Finn e seu amigo Keith Christopher, que evoluíram para uma sessão de gravação de 2010 que incluía a vocalista Rebecca Frame. Essas músicas se tornaram o primeiro álbum de Esquela, "The Owl Has Landed". Esquela voltou ao estúdio em 2013 para o seu segundo álbum, "Are We Rolling?" e adicionou os membros Todd Russell (baterista) Brian Shafer (guitarra) e Matt Woodin (bandolim, guitarra). O terceiro álbum de Esquela, "Canis Majoris", foi lançado em 20 de fevereiro de 2016. Todd Russell deixou a banda em 2016.

## Membros da banda
- John "Chico" Finn — vocais, baixo
- Rebecca Frame — vocais
- Brian Shafer — guitarra principal
- Matt Woodin — bandolim, guitarra

## Discografia

### Álbuns de estúdio
- The Owl Has Landed (2010)[3]
- Are We Rolling? (2013)[4]
- Canis Majoris (2016)[5][6]

## Prêmios
Em 12 de setembro de 2015, Esquela ficou em primeiro lugar no The Playoff, no Salão da Fama do Rock & Roll, em Cleveland, uma competição de batalhas das bandas que contou com bandas de todo o mundo.